# Bonsoir
Bonsoir je francouzský film z roku 1994.

## Děj
Alex Ponttin (Michel Serrault) ztratil své bydliště a hledá v Paříži nové ubytování. Ubytuje se u lesbického páru Caroline (Claude Jade) a její přítelkyně Glorie (Corinne Le Poulain). Carolině hrozí, že bude vyjmuta z dědictví po své tetě kvůli svému způsobu života. Caroline proto vydává Glorii za svou sekretářku a Alexe za svého milence a budoucího manžela.

## Obsazení
| Michel Serrault          | Alex Ponttin      |
| Claude Jade              | Caroline Winberg  |
| Marie-Christine Barrault | Marie Wileska     |
| Corinne Le Poulain       | Gloria            |
| Jean-Claude Dreyfus      | inspektor Bruneau |
| Jean-Pierre Bisson       | Marcel Dumont     |
| Catherine Mouchet        | Eugénie           |